# 218e division d'infanterie (Allemagne)
Pour les articles homonymes, voir 218e division d'infanterie.
La  218e division d'infanterie (en allemand : 218. Infanterie-Division ou 218. ID) est une des divisions d'infanterie de l'armée allemande (Wehrmacht) durant la Seconde Guerre mondiale.

## Création
La 218. Infanterie-Division est formée le 26 août 1939 à Spandau-Berlin dans le Wehrkreis III avec du personnel de la Landwehr en tant qu'élément de la 3. Welle (3e vague de mobilisation).
Après avoir pris part à l'invasion de France, la division est envoyée en 1941 au Danemark en tant que force d'occupation.
Elle est ensuite envoyée ensuite sur le Front de l'Est pour lutter contre l'offensive d'hiver soviétique de 1941-1942, combattant dans le secteur Nord au sein de l'Heeresgruppe Nord.
Elle retraite à travers les états baltiques sous la pression des offensives soviétiques, finissant la guerre dans la poche de Courlande.

## Organisation

### Commandants
| Date                                  | Grade           | Commandant                   |
| ------------------------------------- | --------------- | ---------------------------- |
| 1er septembre 1939 - 1er janvier 1942 | Generalleutnant | Woldemar von Grote (uk)      |
| 1er janvier 1942 - 20 mars 1942       | Generalleutnant | Horst Freiherr von Uckermann |
| 20 mars 1942 - 25 décembre 1944       | Generalleutnant | Viktor Lang                  |
| 25 décembre 1944 - 1er mai 1945       | Generalmajor    | Ingo von Collani             |
| 1er mai 1945 - 8 mai 1945             | Generalleutnant | Werner Ranck (de)            |

### Officiers d'opérations (Generalstabsoffiziere (Ia))
| Date                             | Grade               | Commandant              |
| -------------------------------- | ------------------- | ----------------------- |
| ? 1939 - ? 1939                  | Oberstleutnant i.G. | Kremling                |
| 12 novembre 1939 - 20 avril 1940 | Major i.G.          | Otto Zeltmann           |
| ? 1940 - ? 1942                  | Major i.G.          | von Bodenhausen         |
| 21 janvier 1942 - 16 mars 1942   | Major i.G.          | Leo Hepp (de)           |
| 22 mars 1942 - 25 août 1943      | Oberst i.G.         | Hans-Günther Leutheußer |
| 25 août 1943 - 25 août 1944      | Oberstleutnant i.G. | Helmut Picot            |
| 25 août 1944 - ? 1945            | Major i.G.          | Siegfried Ahollinger    |

## Théâtres d'opérations
- Pologne : septembre 1939 - Mai 1940
- Allemagne : mai 1940 - Mai 1941
- Danemark : mai 1941 - décembre 1941
- Front de l'Est, secteur Nord : décembre 1941 - octobre 1944
  - Décembre 1941 : Occupation du Danemark. En décembre 1941 la 218.ID est envoyée en Russie en 4 kampfgruppen.
  - 8 février au 2 mai 1942 : Poche de Demiansk
- Poche de Courlande : octobre 1944 - mai 1945

## Ordres de bataille
1939
- Infanterie-Regiment 323
- Infanterie-Regiment 386
- Infanterie-Regiment 397
- Artillerie-Regiment 218
  - I. Abteilung
  - II. Abteilung
  - III. Abteilung
  - IV. Abteilung
- Pionier-Bataillon 218
- Feldersatz-Bataillon 218
- Panzerabwehr-Anteilung 218
- Aufklärungs-Abteilung 218
- Infanterie-Divisions-Nachrichten-Abteilung 218
- Infanterie-Divisions-Nachschubführer 218

Octobre 1943
- Grenadier-Regiment 323
- Grenadier-Regiment 386
- Grenadier-Regiment 397
- Artillerie-Regiment 218
  - I. Abteilung
  - II. Abteilung
  - III. Abteilung
  - IV. Abteilung
- Pionier-Bataillon 218
- Feldersatz-Bataillon 218
- Panzerjäger-Anteilung 218
- Füsilier-Abteilung 218
- Infanterie-Divisions-Nachrichten-Abteilung 218
- Kommandeur der Infanterie-Divisions-Nachschubtruppen 218